# 陳銘泰

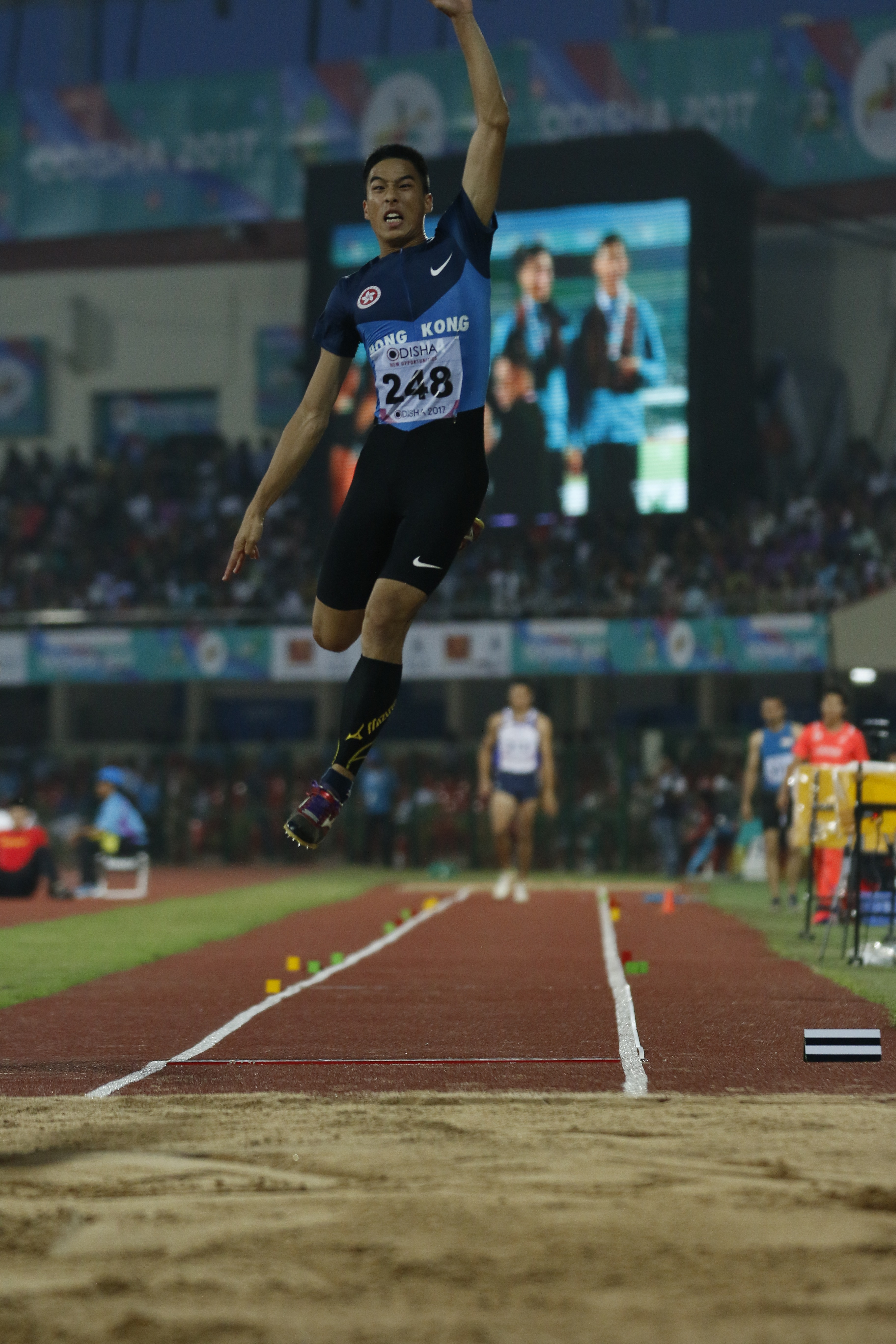
2017年亞洲田徑錦標賽跳遠

陳銘泰（英語：Chan Ming Tai, Theophilus，1995年1月30日—）是香港男子田徑運動員。他專長跳遠，有香港「跳遠王子」的稱號，自2013年起多次刷新香港男子跳遠紀錄，亦為現時香港紀錄保持者（8.12米）；除了成為首位突破8米成績的香港跳遠選手外，他也是第二位參加奧運跳遠項目的香港代表。

## 簡歷

### 早年生活
陳銘泰由小學四年級開始跟隨公民會的陳慧賢教練學習跳遠技術。曾就讀元朗官立小學，中學時期就讀拔萃男書院。

### 中學時期
2012年2月，就讀中五的陳銘泰在在學界港九區第一組田徑賽贏得甲組跳遠冠軍兼破大會紀錄。同年7月，陳銘泰代表香港出戰山東舉行的全國少年田徑錦標賽，在男子跳遠比賽以7.30米的成績奪得銅牌。同年10月，他在特步香港田徑聯賽總決賽男子100米決賽中，以10秒97取得季軍。
2013年2月，陳銘泰在學界港九區第一組田徑賽跳出7.64米，打破由陳家超保持了26年的香港男子跳遠紀錄（7.49米）。他在該年獲香港業餘田徑總會選為青年組最佳運動員。
2014年5月，陳銘泰在公民全港青少年田徑錦標賽男子跳遠造出7.69米，刷新由自己保持的港績。6月，他出戰台北舉行的亞洲青年田徑錦標賽，在男子跳遠決賽造出7.70米成績取得個人首面亞青賽銀牌，亦再度刷新香港紀錄。同年，陳銘泰升讀香港大學主修會計及金融。

### 大學及全職時期
2015年6月，陳銘泰在城市田徑錦標賽，先後跳出7.76米及7.83米，兩度刷新自己保持的香港紀錄。同年7月，他代表香港出戰南韓光州舉行的世界大學運動會，在決賽第二跳造出7.89米成績，再度打破自己保持兩星期的香港紀錄。年內，他決定轉做全職運動員，學業方面一個學期由五科減至三科，以爭取較多時間練習跳遠。同時，體院和教練為他制定了「8米計劃」，務求「衝8米、衝奧運。」，當中包括一系列的體能訓練、物理治療、運動科學及營養師支援等。
2016年2月，陳銘泰在卡塔爾多哈舉行的亞洲室內田徑錦標賽中造出7.85米得第三名，為香港隊拿得本屆賽事的唯一獎牌。4月份，他在新加坡國際邀請賽男子跳遠決賽第五跳跳出7.99米，摘得金牌。
同年5月，陳銘泰在香港田徑錦標賽造出8.12米的新香港紀錄，更是個人首次突破8米大關，距離奧運標準8.15米只差3厘米。6月份，他首征歐洲，出戰日內瓦田徑賽，於第四跳做出7.92米，力壓塞爾維亞及瑞典對手奪得冠軍；一周後，他又在比利時國際田徑賽以7.78米的成績，再奪金牌。他在回港後再戰香港城市田徑錦標賽，力爭達到奧運標準，但最終只能造出8.11米。
同年7月，香港業餘田徑總會為陳銘泰向国际田径联合会申請「外卡」獲批，意味他可如願獲得里奧參賽資格，成為香港田徑史上首位參加奧運跳遠項目的選手。

## 外部連結
- 陳銘泰在国际奥林匹克委员会的资料
- 陳銘泰在的頁面
- 陳銘泰的Instagram帳戶